# Petrache Cândea
Petrache Cândea (n. 23 mai 1953 în satul Biliești, jud. Vrancea) este un fost general de brigadă român, fost șef al Corpului de Control din cadrul Serviciului Român de Informații (SRI).
A fost șef al SRI Vrancea în perioada anilor 2000.

## Controverse
Pe 7 ianuarie 2014, Petrache Cândea a fost condamnat de ÎCCJ la doi ani de închisoare cu suspendare,
pentru săvârșirea infracțiunilor de abuz în serviciu contra intereselor publice și fals intelectual în legătură directă cu o infracțiune asimilată infracțiunilor de corupție.
ICCJ l-a mai condamnat pe Adrian Bărbulescu, general de brigadă (r), locțiitor al șefului Corpului de control din cadrul Serviciului Român de Informații, colonel (r) George Icleanu, locotenent colonel (r)  Dumitru Dănuț Vlădica, toți foști ofițeri în cadrul Serviciului Român de Informații, la pedeapsa de 2 ani închisoare cu suspendare.
Instanța a mai dispus obligarea, în solidar, a inculpaților Cândea Petrache, Bărbulescu Adrian, Icleanu George și Vlădica Dumitru Dănuț la plata sumei de 33.725 lei către partea civilă – Serviciul Român de Informații – și 1.350 lei fiecare, cu titlu de cheltuieli judiciare către stat.

### CNSAS
Cândea a fost trimis în judecată de Consiliul Național pentru Studierea Arhivelor Securității (CNSAS) deoarece pe când era maior de Securitate în Neamț a aprobat ”luarea în atenție” a unei persoane semnalată cu ”preocupări, concepții, idei francmasonice”.
Cândea a dispus urmărirea informativă a suspectului, i-a pus telefoanele sub urmărire și i-a violat corespondența.